# Mieke Cabout
Mieke Cabout (Gouda, 30 maart 1986) is een Nederlandse waterpolospeelster. Ze speelt rechtshandig. Cabout komt uit een echte waterpolofamilie, haar grootvader Joop Cabout heeft ook deelgenomen aan de Olympische Spelen. Haar zusjes Harriet Cabout en Jantien Cabout spelen of speelde in het Nederlands team.

## Nederland
Mieke Cabout begon met waterpolo bij GZC uit Gouda. In 2007 maakte ze de overstap naar ZVL in Leiden.
Cabout werd al vroeg geselecteerd voor jong oranje, in 2004 werd ze Europees jeugdkampioen. Bij het Nederlands damesteam maakte ze haar Olympisch debuut op de Olympische Spelen van 2008 in Peking. Met het Nederlands team won ze de titel.
Na het missen van de Olympische Spelen van 2012 met Oranje kwam ze terug bij ZVL. Voor het seizoen 2013-2014 weer terug naar GZC Donk

## Australië
In 2009 vertrok Cabout naar het Australische Cronulla Sharks. Na een korte terugkeer bij ZVL in 2010 vanwege de korte Australische competitie speelde ze in het seizoen 2010-2011 met de Cronulla Sharks de finale van het landskampioenschap. Deze wedstrijd verloor Cabout met haar team na strafworpen van Victorian Tigers, wel wist ze viermaal te scoren in de finale.
Na haar Australische avontuur heeft Cabout zich gericht op de Olympische Spelen van 2012 in Londen. Hiervoor werden alle internationals uit de competitie genomen om in Zeist te trainen. Bij het EK Zagreb(Kroatië) veroverde het Nederlands team de bronzen medaille. Tijdens de Wereldkampioenschappen in Shanghai (China) eindigde het Nederlands team op de zevende plaats. Tijdens de Europese Kampioenschappen in Eindhoven kwam het team niet verder dan een zesde plaats.

## Palmares

### Clubniveau

#### GZC Donk
- Nederlands kampioenschap waterpolo Dames: 2005
- KNZB Beker: 2005

### Nederlands team
- 2002: 5e EJK (Portugal)
- 2003: 4e EJK Emmen (Nederland)
- 2004:  Europees Jeugdkampioenschap Bari (Italië)
- 2004: 7e WJK Calgary (Canada)
- 2005: 5e WJK Perth (Australië)
- 2005: 10e WK Montréal (Canada)
- 2006: 6e EK Belgrado (Servië)
- 2007: 9e WK Melbourne (Australië)
- 2008: 5e EK Málaga (Spanje)
- 2008:  Olympische Spelen van Peking
- 2009: 5e WK Rome  (Italië)
- 2010:  EK Zagreb (Kroatië)
- 2011: 7e WK Shanghai  (China)
- 2012: 6e EK Eindhoven (Nederland)

### Individuele Prijzen
- ManMeer! Talent van het Jaar - 2005
- ManMeer! Allstarteam dames hoofdklasse - 2006, 2008, 2009
- Nederlands Waterpoloster van het jaar - 2009
- Holiday Cup Newport Beach topscorer met 14 doelpunten - 2009

Iefke van Belkum · 
Gillian van den Berg · 
Daniëlle de Bruijn · 
Mieke Cabout · 
Rianne Guichelaar · 
Biurakn Hakhverdian · 
Marieke van den Ham · 
Noeki Klein · 
Simone Koot · 
Ilse van der Meijden · 
Meike de Nooy · 
Alette Sijbring · 
Yasemin Smit · 
Robin van Galen (bondscoach) · 
Arno Havenga (teammanager)